# Matthew Fuerbringer
Matthew „Matt“ Fuerbringer (* 29. Januar 1974 in Costa Mesa (Kalifornien), USA) ist ein US-amerikanischer Beachvolleyballspieler.

## Karriere
Matthew Fuerbringer spielt seit 1999 auf der US-amerikanischen AVP Tour, wo er sieben Turniere gewann, und international seit 2003 auf der FIVB World Tour. Von 2003 bis 2009 spielte er mit Casey Jennings und belegte mit ihm bei der WM in Stavanger 2009 den fünften Platz. Eine zwischenzeitliche Partnerschaft mit Sean Scott brachte die Teilnahme an der WM in Gstaad 2007, wo man auf Platz 17 landete. Von 2010 bis 2012 spielte Matthew Fuerbringer mit Nicholas Lucena, mit dem er 2010 in Klagenfurt und 2011 in Québec jeweils ins Endspiel kam, dort aber gegen das US-Spitzenduo Dalhausser/Rogers unterlag. Bei der WM in Rom 2011 landeten Fuerbringer/Lucena auf Platz neun.

## Privates
Matthew Fuerbringer ist verheiratet und hat zwei Kinder.